# Два диоптъра далекогледство
„Два диоптъра далекогледство“ е български игрален филм (комедия, семеен) от 1976 г. на режисьора Петър Б. Василев, по сценарий на Братя Мормареви. Оператор е Яцек Тодоров. Музиката във филма е композирана от Петър Ступел.

## Сюжет
Димо Манчев е глава на семейство с консервативни представи за възпитание и морал. Страхувайки се от категоричната му забрана, дъщеря му Лили се омъжва тайно за Пламен. Младите се чудят как да му съобщят за събитието. Животът следва своята логика и родителите трябва да се примирят.

## Актьорски състав
| Роля                                 | Изпълнител                            |
| ------------------------------------ | ------------------------------------- |
| Димо Манчев                          | Георги Парцалев /заслужил артист/     |
| Лили                                 | Сашка Братанова                       |
| Пламен                               | Валентин Гаджоков                     |
| Мила, майката на Лили                | Валентина Борисова                    |
| Спиро                                | Иван Обретенов                        |
| Дядо Пано                            | Димитър Панов /народен артист/        |
| Жорко                                | Михаил Милчев                         |
| Виолета                              | Ирина Росич                           |
| Хазяйката                            | Виолета Бахчеванова /заслужил артист/ |
| Длъжностното лице в бракосъчетанието | Мариана Аламанчева                    |
| Адвокатът за развода                 | Юрий Яковлев                          |
| Шофьорът на таксито                  | Кирил Господинов                      |
| Стефан                               | Тодор Тодоров                         |
|                                      | Стефан Стайчев                        |
|                                      | Владимир Парушев                      |
|                                      | Николай Атанасов                      |
|                                      | Гани Стайков                          |
|                                      | Звезда Янакиева                       |
|                                      | Ангел Рядков                          |
|                                      | Георги Наумов                         |
|                                      | Никола Кръстев                        |
|                                      | Любомир Ценов                         |
|                                      | Кина Мутафова                         |
|                                      | Свобода Молерова                      |
|                                      | Елизабет Карагеоргиева                |
|                                      | Войтек Тодоров                        |
|                                      | Ясен Василев                          |
|                                      | Велико Стоянов                        |
|                                      | Стефан Илиев                          |

## Творчески и технически екип
| Сценарий           | Братя Мормареви                                                                                 |
| Режисьор           | Петър Василев-Милевин                                                                           |
| Оператор           | Яцек Тодоров                                                                                    |
| Редактор           | Цветана Коларова                                                                                |
| Художник           | Ева Йорданова                                                                                   |
| Костюми            | Мария Лугова                                                                                    |
| Музика             | Петър Ступел /заслужил артист/                                                                  |
| Звук               | Петър Върбанов                                                                                  |
| Монтаж             | Катя Василева Йорданка Бъчварова                                                                |
| Втори режисьор     | Радост Рачева                                                                                   |
| Асистент-режисьори | Гани Стайков Огняна Петкова                                                                     |
| Втори оператор     | Павел Милков                                                                                    |
| Асистент-оператори | Емил Димитров Радослав Ганчев                                                                   |
| Грим               | Нина Воденичарова Юлия Радославова                                                              |
| Гардероб           | Марта Данкова                                                                                   |
| Реквизит           | Венета Минчева                                                                                  |
| Организатори       | Васил Карамишев Дончо Кънчев                                                                    |
| Директор           | Александър Търкаланов                                                                           |
| Текст на песента   | Миряна Башева                                                                                   |
| Песента изпълнява  | Юри Ступел (като Юрий Ступел)                                                                   |
| Производство       | БЪЛГАРСКА КИНЕМАТОГРАФИЯ Студия за игрални филми Творчески колектив „СРЕДЕЦ“ /Copyright © 1975/ |